# Zhang Lan
Zhang Lan (chinês tradicional: 張瀾, chinês simplificado: 张澜, pinyin: Zhāng Lán; 2 de abril de 1872 - 9 de fevereiro de 1955), nome de cortesia Biaofang (表方), foi um ativista político chinês mais conhecido por ser o presidente da Liga Democrática da China desde sua fundação em 1941 até sua morte em 1955.  

## Biografia
Zhang nasceu em uma família acadêmica em Nanchong, Sujuão, em 1872. Testemunhando a turbulência no final da Dinastia Qing, Zhang foi atraído pelas visões reformistas de Liang Qichao e se juntou ao grupo que defendia a monarquia constitucional para a China. Em 1911, Zhang foi vice-presidente do comitê de acionistas que se opôs à planejada nacionalização da projetada ferrovia Sichuan-Hankou. Os protestos contra o plano se transformaram em uma revolta que foi facilmente reprimida pelas autoridades. 
Zhang permaneceu um líder político na província de Sichuan. Em 1916, ele organizou uma pequena força para agir contra Yuan Shikai, mas Yuan morreu antes que as tropas entrassem em ação. Zhang serviu brevemente em 1920 como governador da província de Sichuan. Nos anos seguintes, porém, Zhang se concentrou principalmente na educação. Ele atuou como presidente do Chengdu Normal College por dois anos antes de se tornar presidente da Universidade de Chengdu em 1928. Após o início da Segunda Guerra Sino-Japonesa em 1937, Zhang foi nomeado membro do Conselho Político Nacional (國民參政會). Embora raramente participasse das deliberações do órgão, era respeitado por seus discursos de crítica ao governo nacionalista. 

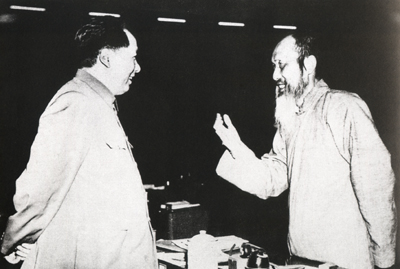
Mao Tsé-Tung e Zhang Lan

Quando vários grupos de oposição se juntaram para formar a Liga dos Grupos Políticos Democráticos Chineses em 1941, Zhang foi eleito presidente. Como figura apartidária, acalmou desavenças entre os vários grupos constituintes da Liga. Ele manteve esta posição após a reorganização da Liga na Liga Democrática da China em 1944 e até sua morte em 1955. 
A Liga Democrática da China foi proibida em 1947, após o que Zhang foi colocado em prisão domiciliar em Xangai. Na primavera de 1949, ele escapou com a ajuda de agentes do Partido Comunista Chinês e viajou para Pequim para ajudar na formação do novo governo. Ele chefiou a delegação da Liga Democrática da China na primeira Conferência Consultiva Política do Povo Chinês em setembro de 1949 e foi eleito um dos vice-presidentes do Governo Popular Central após a fundação da República Popular da China em 1º de outubro. Zhang ocupou esse cargo até 1954, quando o governo foi reorganizado para ter apenas um vice-presidente, momento em que foi nomeado vice-presidente do Comitê Permanente do Congresso Nacional Popular. Zhang morreu de arteriosclerose em fevereiro de 1955, aos 84 anos. Ele deixou sua esposa, Liu Huicheng. 